# Danuvia (Schiff, 1925)
Danuvia ist der Name eines Fahrgastschiffes, das lange in Deutschland im Einsatz war und dann nach Ungarn verkauft wurde.

## Geschichte
Das Schiff wurde 1925 auf der Frerichswerft in Einswarden gebaut und fuhr zunächst unter dem Namen Erft für die Rheinische Bahngesellschaft in Düsseldorf. Es löste dort ein gleichnamiges Vorgängerschiff ab, die 1893 gebaute Erft. Laut Dieter Schubert trug das Schiff den Namen Erft bis 1964, im Binnenschifferforum wird aber auf Fotografien hingewiesen, die das Schiff schon 1962 unter seinem neuen Namen Moritz zeigen sollen. Allerdings wird dort auch darauf hingewiesen, dass offenbar manchmal Aufnahmen der Schwesterschiffe Max und Moritz retuschiert und mit dem falschen Namen versehen wurden.
Als Moritz jedenfalls fuhr das Schiff für die Fränkische Personen-Schiffahrt [sic!] in Würzburg. Günter Benja gab für das Schiff im Jahr 1975 eine Länge von 30 Metern und eine Breite von 6 Metern sowie einen Tiefgang von 1,7 Metern an, ferner eine Maschinenleistung von 240 PS und eine Höchstgeschwindigkeit von 20 km/h. Die Moritz war damals für die Beförderung von 200 Personen zugelassen. Für das Unternehmen fuhren damals neben der Moritz noch die Franconia, die Neptun und die Undine. Schubert gab im Jahr 2000 einen geringeren Tiefgang von nur 1,3 Metern und auch eine geringere Maschinenleistung von nur 180 PS an, ansonsten decken sich seine Daten mit denen Benjas. Im Binnenschifferforum ist zu lesen, als Moritz sei das Schiff von einer 205-PS-Maschine (Deutz F12L 714) angetrieben worden.
In seiner Zeit als Moritz geriet das Schiff einmal in Gefahr, nachdem drei amerikanische Soldaten es nächtlicherweise losgemacht hatten. Die Moritz trieb daraufhin auf das Mainkraftwerk bei Schweinfurt zu. Nachdem Passanten die Polizei alarmiert hatten, wurde ein Motorbootbesitzer um Hilfe gebeten, der die Leinen der Moritz übernehmen konnte.
Das Schiff wechselte 1992 erneut den Namen und den Besitzer. Als Wappen von Berching war es bis 1996 in Berching beheimatet. Danach kam es als Franken zur Schweinfurter Personenschiffahrt [sic!], wo es sich zu Schuberts Zeiten noch befand. Im Winter 1996/97 war das Schiff in Schweinfurt festgemacht. Dort kenterte und sank es im Januar 1997, offenbar nach einem Ventilschaden, der durch Frosteinwirkung entstanden war.
Den Namen Franken trug das Schiff dann bis 2004. Es hatte nach dem Untergang und der Hebung einen neuen Motor erhalten, was nicht die einzige Veränderung war, die im Laufe der Jahre an dem Schiff vorgenommen wurde. Im Binnenschifferforum werden ein Umbau oder eine größere Reparatur im Jahr 1952, neue Aufbauten von der Firma Schwarz in Kitzingen, die 1958/60 angebracht wurden, sowie ein neuer Boden und eine neue Bordwand, die das Schiff 2008 erhielt, erwähnt. Außerdem finden sich dort Angaben zu den verschiedenen Maschinen, von denen das Schiff schon angetrieben wurde: Die Franken habe eine 180-PS-Maschine (Deutz F12L 714 V12 luftgekühlt) gehabt, als Vorgänger wird eine 155-PS-Maschine von MAN aus dem Jahr 1948 erwähnt. Davor habe das Schiff eine 120-PS-Maschine aus dem Jahr 1935 besessen. 
Ferner wird dort berichtet, der Eigentümer habe im Jahr 2000 Feuer auf dem Schiff gelegt. Im Jahr 2001 wurde das Schiff in die Niederlande überführt. Ab 2004 fuhr es in Budapest unter dem Namen Danuvia, 2005 kam es unter demselben Namen nach Tokaj. Es gehörte zunächst Fehérhajó Plussz Kft. und ab 2009 Előre Vízisport Kft. in Tokaj.